# Fuyang
Fuyang (xinès simplificat: 阜阳; xinès tradicional: 阜陽; pinyin: Fùyáng, anteriorment romanitzat com a Fowyang) és una ciutat a nivell de prefectura al nord-oest de la província d'Anhui, a la República Popular de la Xina. Limita amb la província de Henan a l'oest i les ciutats de Bozhou al nord-est, Huainan al sud-est i Lu'an al sud.
La seva població era de 8.200.264 habitants al cens del 2020, dels quals 2.128.538 vivien a l'àrea urbanitzada (o metropolitana) formada per 3 districtes urbans: Yingzhou, Yingdong i Yingquan.

## Història

### Ruyin
Des de la dinastia Qin, l'actual regió de Fuyang s'anomenava Ruyin (汝陰). Ruyin formava part de l'antiga província de Yuzhou. A l'inici de la dinastia Han, Ruyin va ser governat per Xiahou Ying (m. 172 aC), que va lluitar al costat de Liu Bang contra el rival d'aquest últim Xiang Yu a la disputa Chu–Han (206–202 aC), i va ajudar a Liu Bang a establir la dinastia Han. Després de l'establiment de la dinastia Han, el títol conferit a Xiahou Ying era "Senyor de Ruyin" (汝陰侯). El segon Senyor de Ruyin va ser el fill de Xiahou Ying, Xiahou Zao (夏侯灶) (m. 165 aC).

### Shuanggudui
El lloc de la tomba del segon Senyor de Ruyin, anomenat Shuanggudui, va ser redescobert el 1977 quan s'estava ampliant l'aeroport de Fuyang. Es van trobar dues tombes, tot i que només una contenia textos. Igual que a Mawangdui, a Shuanggudui es van trobar importants textos clàssics xinesos que van aportar una nova llum a la cultura i la literatura xinesa antiga. Es van trobar textos gravats en tauletes de bambú a Shuanggudui, com el Yijing, Clàssic de poesia, Zhuangzi, Cang Jie Pian (primer), Clàssic per a la fisonomia de gossos (相狗經), taules d'anals històrics, Estudis d'infinitat de fenòmens (萬物), un text sobre xingqi (行氣, respiració circulant) i altres.

### Ouyang Xiu
Ouyang Xiu, un dels vuit grans mestres de Tang i Song, va morir el 1072 a l'actual Fuyang. La seva influència va ser tan gran que fins i tot oponents com Wang Anshi van escriure commovedors tributs en nom seu. Wang es va referir a ell com la figura literària més gran de la seva època.

### Revolta dels turbants vermells
Al segle XIV, Han Shantong va intentar enderrocar la dinastia mongol Yuan. Han es va autodenominar el "Gran Rei de la Llum", afirmant ser una encarnació del Bodhisattva Maitreya i hereu de la dinastia Song anterior. Han era originari de Yingzhou, on va començar l'impuls principal de la Revolta dels turbants vermells el 1351, obtenint inicialment el suport de 3.000 rebels, i més tard de 10.000. Després d'entrar a la província de Shandong, l'Exèrcit dels turbants vermells es va fusionar amb altres moviments rebels, i finalment va conduir indirectament a la fundació de la dinastia Ming.

### Gran salt endavant

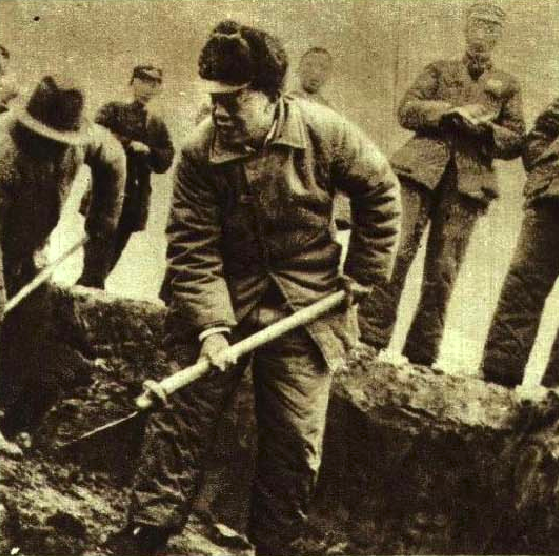
Zeng Xisheng (曾希圣), el secretari del partit de la província d'Anhui el 1950

Segons informes del govern xinès a l'Oficina d'Investigació de la Història del Partit de Fuyang, entre els anys 1959 i 1961, 2,4 milions de persones de Fuyang van morir de fam. Abans de la fam, el 1958, la població de Fuyang era de 8 milions de persones. Durant aquest període, Zeng Xisheng, el secretari provincial del Partit d'Anhui, va dur a terme grans projectes de conservació d'aigua que van portar a un reg insuficient per als cultius locals, el que va provocar una fam massiva. Els quadres locals, tement les repercussions de Zeng, van denunciar poc els índexs de mortalitat a les seves regions, i en alguns casos van obligar els habitants del poble a amagar-se si hi havia una inspecció oficial. Quan el vicepresident Dong Biwu va visitar la regió de Fuyang, els líders provincials van ordenar que tots els cadàvers fossin retirats de la ruta de viatge de Dong i que els pacients amb edema fossin amagats.
Des de la dècada de 1980 hi ha hagut un reconeixement oficial més gran de la importància dels errors polítics a l'hora de causar el desastre, i el Partit ha reconegut que el desastre va ser causat principalment per una mala gestió greu, utilitzant l'expressió "Tres parts de desastre natural i set parts de desastre provocat per l'home".

## Clima
Fuyang presenta un clima subtropical humit (Köppen Cwa) influït pel monsó amb hiverns frescos i humits i estius molt calorosos i humits. Com que es percep que el clima canvia amb freqüència, una dita comuna entre la població local és que "Fuyang té quatre estacions a la primavera".

## Administració
La ciutat-prefectura de Fuyang es divideix en vuit divisions que administren tres districtes, una ciutat a nivell de comtat i quatre comtats:
- Districte de Yingzhou
- Districte de Yingdong
- Districte de Yingquan
- Ciutat de Jieshou
- Comtat de Taihe
- Comtat de Linquan
- Comtat de Funan
- Comtat de Yingshang